# Giovanni VII di Werle
Giovanni VII di Werle (1375 – 1414) è stato un principe di Meclemburgo signore di Werle-Güstrow.

## Biografia
Giovanni VII era il secondo figlio di Lorenzo di Werle.
Alla morte del padre, nel 1393, il governo del ramo Werle-Güstrow della signoria di Werle fu preso dal fratello Baldassarre e lui fu associato al governo alla sua maggiore età nel 1395.
La data di morte di Giovanni VII non è nota con certezza. Nei documenti viene citato l'ultima volta il 18 agosto 1414, mentre non è più presente dal 17 dicembre 1414.
Giovanni fu sposato con Caterina di Sassonia-Lauenburg, figlia di Eric IV di Sassonia-Lauenburg. Dal matrimonio non ci furono figli.

## Ascendenza
|                                        |                                         |                                   | Genitori                                |  |  | Nonni |  |  | Bisnonni                              |  |  | Trisnonni                    |  |
|                                        |                                         |                                   |                                         |  |  |       |  |  | Giovanni II, signore di Werle-Güstrow |  |  | Giovanni I, signore di Werle |  |
|                                        |                                         |                                   |                                         |  |  |       |  |  | Giovanni II, signore di Werle-Güstrow |  |  | Giovanni I, signore di Werle |  |
|                                        |                                         | Sofia di Lindow-Ruppin            |                                         |  |  |       |  |  | Giovanni II, signore di Werle-Güstrow |  |  |                              |  |
| Nicola III, signore di Werle-Güstrow   |                                         |                                   |                                         |  |  |       |  |  | Giovanni II, signore di Werle-Güstrow |  |  |                              |  |
|                                        |                                         | Matilde di Brunswick-Grubenhagen  | Enrico I, duca di Brunswick-Grubenhagen |  |  |       |  |  |                                       |  |  |                              |  |
|                                        |                                         | Matilde di Brunswick-Grubenhagen  | Enrico I, duca di Brunswick-Grubenhagen |  |  |       |  |  |                                       |  |  |                              |  |
|                                        |                                         | Matilde di Brunswick-Grubenhagen  | Elisabetta di Brunswick-Göttingen       |  |  |       |  |  |                                       |  |  |                              |  |
| Lorenzo, signore di Werle-Güstrow      |                                         | Matilde di Brunswick-Grubenhagen  |                                         |  |  |       |  |  |                                       |  |  |                              |  |
|                                        |                                         | Enrico II, signore di Meclemburgo | Enrico I, signore di Meclemburgo        |  |  |       |  |  |                                       |  |  |                              |  |
|                                        |                                         | Enrico II, signore di Meclemburgo | Enrico I, signore di Meclemburgo        |  |  |       |  |  |                                       |  |  |                              |  |
|                                        |                                         | Enrico II, signore di Meclemburgo | Anastasia di Pomerania-Stettino         |  |  |       |  |  |                                       |  |  |                              |  |
| Agnese di Meclemburgo                  |                                         | Enrico II, signore di Meclemburgo |                                         |  |  |       |  |  |                                       |  |  |                              |  |
|                                        |                                         | Anna di Sassonia-Wittenberg       | Alberto II, duca di Sassonia-Wittenberg |  |  |       |  |  |                                       |  |  |                              |  |
|                                        |                                         | Anna di Sassonia-Wittenberg       | Alberto II, duca di Sassonia-Wittenberg |  |  |       |  |  |                                       |  |  |                              |  |
|                                        |                                         | Anna di Sassonia-Wittenberg       | Agnese d'Asburgo                        |  |  |       |  |  |                                       |  |  |                              |  |
| Giovanni VII, signore di Werle-Güstrow |                                         | Anna di Sassonia-Wittenberg       |                                         |  |  |       |  |  |                                       |  |  |                              |  |
|                                        | Giovanni III, signore di Werle-Goldberg | Nicola II, signore di Werle       |                                         |  |  |       |  |  |                                       |  |  |                              |  |
|                                        | Giovanni III, signore di Werle-Goldberg | Nicola II, signore di Werle       |                                         |  |  |       |  |  |                                       |  |  |                              |  |
|                                        | Giovanni III, signore di Werle-Goldberg | Richenza di Danimarca             |                                         |  |  |       |  |  |                                       |  |  |                              |  |
| Nicola IV, signore di Werle-Goldberg   | Giovanni III, signore di Werle-Goldberg |                                   |                                         |  |  |       |  |  |                                       |  |  |                              |  |
|                                        |                                         | Matilde di Pomerania-Stettino     | Ottone I, duca di Pomerania-Stettino    |  |  |       |  |  |                                       |  |  |                              |  |
|                                        |                                         | Matilde di Pomerania-Stettino     | Ottone I, duca di Pomerania-Stettino    |  |  |       |  |  |                                       |  |  |                              |  |
|                                        |                                         | Matilde di Pomerania-Stettino     | Caterina di Holstein-Plön               |  |  |       |  |  |                                       |  |  |                              |  |
| Matilde di Werle-Goldberg              |                                         | Matilde di Pomerania-Stettino     |                                         |  |  |       |  |  |                                       |  |  |                              |  |
|                                        |                                         | Ulrico II, conte di Lindow-Ruppin | Ulrico I, conte di Lindow-Ruppin        |  |  |       |  |  |                                       |  |  |                              |  |
|                                        |                                         | Ulrico II, conte di Lindow-Ruppin | Ulrico I, conte di Lindow-Ruppin        |  |  |       |  |  |                                       |  |  |                              |  |
|                                        |                                         | Ulrico II, conte di Lindow-Ruppin | Adelaide di Schladen                    |  |  |       |  |  |                                       |  |  |                              |  |
| Agnese di Lindow-Ruppin                |                                         | Ulrico II, conte di Lindow-Ruppin |                                         |  |  |       |  |  |                                       |  |  |                              |  |
|                                        |                                         | Agnese di Anhalt-Zerbst           | Alberto I, principe di Anhalt-Zerbst    |  |  |       |  |  |                                       |  |  |                              |  |
|                                        |                                         | Agnese di Anhalt-Zerbst           | Alberto I, principe di Anhalt-Zerbst    |  |  |       |  |  |                                       |  |  |                              |  |
|                                        |                                         | Agnese di Anhalt-Zerbst           | Agnese di Brandeburgo-Stendal           |  |  |       |  |  |                                       |  |  |                              |  |
|                                        |                                         | Agnese di Anhalt-Zerbst           |                                         |  |  |       |  |  |                                       |  |  |                              |  |